# Боберка (річка)
Бобе́рка (інша назва — Бібрка) — річка в Україні, у межах Перемишлянського та Жидачівського районів Львівської області. Притока річки Луг (басейн Дністра).

## Опис і розташування
Довжина Боберки 32 км. Бере початок між селами Гринів і Шпильчина, що на північ від міста Бібрки. Пливе на південь через Бібрку, с. Лани, Ходорківці, а далі обминає на недалекій віддалі від заходу село П'ятничани. На північ від міста Ходорова (в районі Отиневицького ставу) впадає в річку Луг. 
Основні притоки: Біла, Кривуля, Гупалівка, Безодня (ліві).

## З історії
Перша літописна згадка про землі Бібреччини, як складову частину Звенигородського князівства, записана в Галицько-Волинському літописі і припадає на весну 1211 року. В ній згадується про велику січу (битву) над річкою Бобркою (сьогодні — Боберка), між боярином Володиславом Кормильчичем, що «виїхав із города (Галича) з уграми й чехами своїми, і, зібравшись із галичанами, прийшов на річку Бобрку» та військами польського короля Лестька (Лєшка Білого), з котрими були — від тоді ще малолітнього короля Русі Данила воєвода Мирослав та тисяцький Дем'ян, а від Мстислава Ярославича два воєводи — Гліб Зеремійович та Прокопійович Юрій.